# Camera apostolica
La Camera apostolica (Camera Domini Papae) è stato il dicastero della Curia romana che amministrava i beni della Sede apostolica in periodo di sede vacante.
Per diversi secoli è stato l'organo finanziario del sistema amministrativo pontificio; era parimenti importante sia nel governo dello Stato della Chiesa che nell'amministrazione della giustizia.
La Camera apostolica era un organismo diverso dalla tesoreria della Camera del sacro collegio, presieduto dal cardinale "camerlengo del sacro collegio dei cardinali" (Camerarius Sacri Collegii Cardinalium); quest'ultima aveva l'incombenza dei redditi comuni del collegio cardinalizio, ed appariva fra le istituzioni curiali nate dopo la fine del XIII secolo, ma ha cessato di esistere da molto tempo.

## Funzioni della Camera apostolica e dei suoi componenti
Dall'unità d'Italia, quando la Chiesa perse il suo potere temporale, i proventi della tesoreria pontificia derivano principalmente dall'Obolo di San Pietro e dalle altre elemosine dei fedeli, pertanto da allora e fino alla sua soppressione la Camera, come organo finanziario, non ebbe più alcuna funzione pratica. I personaggi che la formavano ricoprivano, in realtà, degli incarichi quasi onorifici.
I principali componenti della Camera apostolica erano:
- Il Camerlengo. Fra i doveri principali del cardinale camerlengo rientra quello di reggere la Santa Sede tra la morte di un pontefice e l'elezione del successivo. In questo periodo viene investito di parte dell'autorità papale;
- Il Vice camerlengo. Il vice camerlengo, uno dei prelati più importanti della Curia romana, era, fino al 1870, il Governatore di Roma, ed era preposto al mantenimento della pace e dell'ordine in città[1];
- L'Auditor camerae, anch'esso uno dei prelati più importanti, era, in passato, il giudice supremo in materia di amministrazione finanziaria della Curia. Fino al 1870 presiedette la corte suprema, a cui il papa faceva riferimento per le decisioni più importanti;
- Il tesoriere generale aveva il controllo finanziario sull'intero reddito prodotto dai possedimenti temporali della Chiesa, così come sul resto dei tributi che si accumulavano nella tesoreria papale.

Sebbene in passato il loro numero fosse variabile, il collegio dei chierici della Camera apostolica era composto da sette membri. I membri del collegio, che erano scelti fra i più alti prelati della Curia, non avevano solamente la gestione delle proprietà e dei redditi della Santa Sede, ma venivano consultati collegialmente su tutte le questioni amministrative e svolgevano la funzione di corte suprema per tutte le dispute che interessavano l'amministrazione pontificia.
Quando papa Pio IX, dopo l'insediamento dei vari ministeri divise tra loro i doveri amministrativi, assegnò a ciascun chierico della Camera la presidenza di una sezione del dipartimento della finanza. Quattro di loro, inoltre, erano membri della commissione di controllo sui conti della Camera.
Quando il papa appariva in pubblico nelle occasioni solenni, i membri della Camera avevano dei posti ben precisi nei cortei papali e nei concistori pubblici. Alla morte del pontefice prendevano possesso dei palazzi apostolici, erano addetti a stilare gli inventari, e dirigevano la politica interna ed estera durante la Sede vacante. Durante il conclave si occupavano di tutti i bisogni dei cardinali. A parte queste incombenze, i chierici della Camera erano, solitamente, professori e canonici, con incarichi ecclesiastici regolari.
I cavalieri del pontificio Ordine Piano erano per privilegio ufficiali della Camera apostolica.

## Storia
Anche se nel tempo la Camera apostolica ed i prelati che la formavano persero la maggior parte delle loro prerogative originali, questo organo era uno dei più importanti della Curia romana. Il carattere ed i metodi amministrativi si evolsero sia in parallelo allo sviluppo economico generale, sia per le vicende interne all'amministrazione centrale della Curia ed ai territori del Patrimonium Petri, ovvero i beni immobili (tra cui i latifondi) di proprietà della Santa Sede.
La parola latina per indicare il tesoriere di un libero comune è camerarius. Il termine venne adottato dalla Santa Sede nell'XI secolo. Il Camerarius domini papae era responsabile della gestione finanziaria. In quel primo periodo le entrate della tesoreria provenivano principalmente da rendite di varia provenienza o da gabelle e tributi riscossi nei territori soggetti alla Santa Sede, e dalle chiese e monasteri che dipendevano direttamente dalla Chiesa di Roma. In volgare italiano si diffuse successivamente il termine "camerlengo", che finì per prevalere.
Nel 1192, il camerlengo dell'epoca, Cencio (poi papa Onorio III, 1216-1227) redasse un inventario di tutte le fonti di reddito pontificio, noto come il "Liber Censuum Romanae Ecclesiae". Gli elenchi precedenti risalivano a Gelasio I (492-496) e a Gregorio I (590-604), ed erano basati sulla lista delle entrate che affluivano dai Patrimonia. 
Nel XIII secolo la Camera apostolica entrò in una nuova fase di sviluppo. A partire da allora, le autorità episcopali (vescovi o abati), per ottenere la propria conferma, dovettero versare alla Camera apostolica una somma corrispondente ai proventi (diocesani o abbaziali) di un anno solare. Inoltre, la raccolta delle tasse sulle crociate, effettuata regolarmente dopo Innocenzo III (1198-1216), aumentò le incombenze della tesoreria pontificia, alla quale fu commissionata la raccolta e la ridistribuzione di questi proventi. Le funzioni relative alla raccolta delle entrate, alla custodia del tesoro e ai pagamenti, erano di pertinenza del Thesaurarii Papae. Inoltre, nello stesso XIII secolo, i sistemi di pagamento furono trasformati in sistemi valutari, in un processo influenzato proprio dall'amministrazione papale. I servitia communia di vescovi ed abati furono definiti secondo somme fisse. Il reddito che affluiva regolarmente alla Curia dalle varie tasse divenne molto elevato. A questi tributi bisogna aggiungere le decime (specialmente quelle ricevute durante i pontificati di Clemente V e Giovanni XXII), i sussidi straordinari, imposti sin dalla fine del XIII secolo, le rendite, nonché altri redditi. Le competenze della Camera apostolica furono così continuamente incrementate. Da quel momento in poi, per la raccolta di tutti i proventi, la Camera impiegò un gran numero di agenti riscossori, noti come collectores.
Successivamente l'importanza di questo organismo finanziario divenne sempre più marcata. Le più alte cariche dirigenziali erano sempre il camerlengo (camerarius) ed il tesoriere (thesaurarius), il primo sempre cardinale, l'altro spesso un vescovo (anche se le rispettive competenze non furono ben definite). Stretto collaboratore del tesoriere era il commissario, che aveva il compito d'istruire le azioni in sede civile atte recuperare le imposte sui redditi nascosti al fisco pontificio. Al commissario spettava anche l'amministrazione degli archivi camerali.
Esistevano poi i chierici della Camera (clerici Camerae), in principio tre o quattro, che in seguito aumentarono fino a dieci. Il camerlengo, il tesoriere e il commissario, insieme ai chierici della Camera, potevano costituirsi in un tribunale speciale detto della "piena Camera". Al loro servizio vi era un certo numero di funzionari: notai, scrivani e messaggeri. Completava l'organico della Camera apostolica l'auditor camerae, un prelato posto a capo di un tribunale che, di fatto, era svincolato dalla Camera stessa.
Il primo documento pontificio nel quale furono organicamente delineate le attribuzioni del tesoriere generale è la bolla di Sisto V In conferendis precipuis, pubblicata il 23 gennaio 1590. Posto inizialmente alle dipendenze del cardinale camerlengo, negli anni successivi il tesoriere acquistò o perdette autonomia rispetto al camerlengo a seconda del prestigio e del favore di cui godeva personalmente dinanzi al pontefice.
Nel 1742 Benedetto XIV, su richiesta del camerlengo, fissò lo spartiacque tra le competenze delle due magistrature camerali, confermando al tesoriere generale i poteri già concessi dai predecessori nonché la competenza generale in campo finanziario e conservando al camerlengo la competenza esclusiva in materia di poste, nomina di consoli pontifici, infeudazione e concessione di beni giurisdizionali, mercati e fiere.
Nel 1746 il pontefice intervenne nuovamente sulla materia: riordinò i vari rami della Camera apostolica in un unico dicastero, la computisteria generale, incaricata di redigere con criteri unitari il bilancio della Camera. Il dicastero rispondeva unicamente al pontefice e al tesoriere.
Dopo la Restaurazione (1815) il tesorierato ebbe il ruolo di centro dell'amministrazione generale di tutte le rendite e i beni dello Stato.
Con il motu proprio di papa Pio IX del 12 giugno 1847 il tesoriere fu privato delle funzioni giudiziarie. Fu l'ultima riforma della carica prima dell'istituzione dei ministeri. Nel marzo 1848 l'incarico di tesoriere mutò in quello di ministro delle Finanze.
Fino alla seconda metà del XVIII secolo il camerlengo, come vertice della Camera apostolica, rappresentò la massima autorità in campo economico ed amministrativo dello Stato Pontificio. L'eccessiva ampiezza delle attribuzioni, i conflitti d'autorità con gli altri dicasteri e la necessità di adeguare l'organizzazione amministrativa dello Stato a sistemi più efficienti furono le motivazioni che indussero i papi a diminuire gradualmente le competenze del camerlengo. Alla metà del XIX secolo la carica era rimasta quasi completamente di facciata. La stessa Camera apostolica fu trasformata nel «Ministero del Commercio, Belle arti, Agricoltura e Industria», affidato ad un laico. La Camera apostolica sopravvisse, a livello nominativo, nella figura del camerlengo.
Nel 1870, anno della fine del potere temporale della Chiesa, la Camera apostolica cessò quasi del tutto di esercitare un'effettiva influenza sull'amministrazione pontificia. Nonostante rimanesse un "organo in potenza" il dicastero continuò ad esistere anche dopo la presa di Roma e, sopravvivendo ad alcuni tentativi di soppressione, rimase funzionante ancora per molto tempo, seppure con ridotte funzioni e figure.
Con il motu proprio Pontificalis Domus di papa Paolo VI scomparvero alcune cariche di chierici della Camera e di prelati di fiocchetto.
Il 1º marzo 2013 la Camera apostolica si riunì al completo per l'ultima volta a seguito della rinuncia al ministero petrino di papa Benedetto XVI. Risultava così composta: il cardinale camerlengo Tarcisio Bertone, il vice camerlengo Pier Luigi Celata, l'uditore generale Giuseppe Sciacca, il collegio dei prelati chierici di camera formato da mons. Assunto Scotti, mons. Paolo Luca Braida, rev.do Philip James Whitmore, rev.do Winfried König, mons. Osvaldo Neves de Almeida, mons. Krzysztof Józef Nykiel, mons. Lucio Bonora e mons. Antonio Lazzaro e il notaro di camera dott. Antonio Di Iorio.
Dopo che l'Annuario pontificio del 2020 non riportava più la carica di uditore generale né la composizione del collegio dei prelati chierici di camera, la Camera apostolica è stata di fatto abolita nel 2022, contestualmente all'entrata in vigore della costituzione apostolica promulgata da papa Francesco Praedicate evangelium. Gli incarichi dell'intera Camera sono stati assorbiti dalle figure del cardinale camerlengo e del vice camerlengo, coadiuvati dal cardinale coordinatore del Consiglio per l'economia e da due assistenti.

## Cronotassi

### Tesorieri generali
- Alessandro Farnese (6 settembre 1492 - 20 settembre 1493)
- Francesco Borgia (20 settembre 1493 - 27 settembre 1500)
- Adriano Castellesi (27 settembre 1500 - 14 febbraio 1502)
- Ventura Benassai (14 febbraio 1502 - gennaio 1504)
- Francesco Alidosi (gennaio 1504 - dicembre 1505)
- Orlando della Rovere-del Carretto (1509 - 1513)
- Bernardo Dovizi da Bibbiena (marzo - settembre 1513)
- Ferdinando Ponzetti (ottobre 1513 - aprile 1517)
- Girolamo Recanati Capodiferro (dicembre 1539 - febbraio 1541)
- Giovanni Poggio (febbraio 1541 - marzo 1551)
- Giovanni Ricci (marzo 1551 - ottobre 1551)
- Francesco Massari (novembre 1551 - luglio 1555)
- Girolamo Sauli (luglio - dicembre 1555)
- Girolamo Foscari (dicembre 1555 - ottobre 1556)
- Cristoforo Cenci (novembre 1556 - luglio 1560)
- Donato Matteo Minali (luglio 1560 - gennaio 1566)[8]
- Bartolomeo Bussotti (gennaio 1566 - maggio 1572)
- Tommaso Gigli (maggio 1572 - novembre 1576)
- Ludovico Taverna (dicembre 1576 - aprile 1581)
- Rodolfo Bonfiglioli (aprile 1581 - maggio 1585)[9]
- Benedetto Giustiniani (maggio 1585 - dicembre 1586)
- Guido Pepoli (dicembre 1586 - dicembre 1589)
- Bartolomeo Cesi (dicembre 1589 - giugno 1596)
- Tiberio Cerasi (luglio 1596 - maggio 1601)[10]
  - Laudivio Zacchia (maggio 1601 - aprile 1605) (cardinale pro-tesoriere)
- Luigi Capponi (aprile 1605 - novembre 1608)
- Giacomo Serra (dicembre 1608 - agosto 1611)
  - Giacomo Serra (agosto 1611 - settembre 1615) (cardinale pro-tesoriere)
- Costanzo Patrizi (settembre 1615 - 1624 deceduto)[11]
  - Laudivio Zacchia (febbraio 1624 - marzo 1625) (cardinale pro-tesoriere)
- Girolamo Vidoni (marzo 1625 - agosto 1627)
- Stefano Durazzo (agosto 1627 - novembre 1633)
  - Stefano Durazzo (novembre 1633 - febbraio 1634) (cardinale pro-tesoriere)
- Pier Donato Cesi (febbraio 1634 - dicembre 1641)
- Giovanni Girolamo Lomellini (dicembre 1641 - marzo 1642)
- Francesco Angelo Rapaccioli (marzo 1642 - luglio 1643)
- Lorenzo Raggi (luglio 1643 - ottobre 1647)
- Giovanni Girolamo Lomellini (ottobre 1647 - febbraio 1652) (per la seconda volta)
- Carlo Pio di Savoia (febbraio 1652 - marzo 1654)
- Giacomo Franzoni (aprile 1654 - aprile 1660)
- Neri Corsini (17 aprile 1660 - 14 gennaio 1664)
- Bonaccorso Bonaccorsi (14 gennaio 1664 - 29 novembre 1669)
- Girolamo Gastaldi (1669 - 1673)
- Giovanfrancesco Ginetti (giugno 1673 - 1º settembre 1681)
- Giovanni Francesco Negroni (settembre 1681 - 2 settembre 1686)
- Giuseppe Renato Imperiali (1686 - 1695)
- Lorenzo Corsini (1695 - 1706)
- Giambattista Patrizi (1708 - 1715)
  - Carlo Collicola (1718 - 1721) (pro-tesoriere)
- Carlo Collicola (1721 - 1728)
- Nicolò Negroni (1728 - febbraio 1730)
- Carlo Maria Sacripante (febbraio 1730 - 1739)[12]
- Mario Bolognetti (1739 - settembre 1743)
- Giovanni Battista Mesmer (settembre 1743 - aprile 1747)
- Giovanni Francesco Banchieri (aprile 1747 - 26 novembre 1753)
- Nicola Perrelli (1753 - novembre 1759)
- Saverio Canale (1760 - 21 luglio 1766)
- Giovannangelo Braschi (1766 - 1773)
- Guglielmo Pallotta (1773 - 23 giugno 1777)
  - Guglielmo Pallotta (23 giugno 1777 - febbraio 1785) (pro-tesoriere)
- Fabrizio Ruffo (14 febbraio 1785 - febbraio 1794)
- Girolamo della Porta (21 febbraio 1794 - novembre 1800)
- Lorenzo Litta (23 novembre 1800 - 1801)
- Alessandro Lante Della Rovere (1801 - 1814)
- Luigi Ercolani della Rocca (1814 - 1816)
- Cesare Guerrieri Gonzaga (23 luglio 1816 - 1820)
- Belisario Cristaldi (1820 - 1828)
- Mario Mattei (1828 - 1832)
- Giacomo Luigi Brignole (1833 - 1834)
  - Antonio Tosti (20 gennaio - 25 giugno 1834) (pro-tesoriere)
- Antonio Tosti (1834 - 1845)[13]
- Giacomo Antonelli (1845 - 1847)
- Carlo Luigi Morichini (2 agosto 1847 - marzo 1848 nominato ministro delle Finanze)

### Uditori generali
- Pietro Menzi, O.P. (11 maggio 1487 - 22 luglio 1504 deceduto)[14]
- Alessandro Riario (3 aprile 1565 - 21 febbraio 1578 creato cardinale)
- Girolamo Mattei (12 marzo 1579 - 16 novembre 1586 creato cardinale)
- Orazio Borghese (24 dicembre 1588 - 3 ottobre 1590 deceduto)[15]
- Camillo Borghese (ottobre 1590 - 5 giugno 1596? creato cardinale)[16]
- Marcello Lante (1º gennaio 1597 - 11 settembre 1606 creato cardinale)
- Giulio Monterenzi (1603 - 1605)[17]
- Ercole Vaccari (1606 - 1610)[17]
- Giovanni Domenico Spinola (1º gennaio 1610 - 19 gennaio 1626 creato cardinale)
- Gregorio Naro (19 gennaio 1626 - 19 novembre 1629 creato cardinale)
- Marcantonio Franciotti (19 novembre 1629 - 30 marzo 1637 creato cardinale)
- Ottaviano Raggi (30 marzo 1637 - 16 dicembre 1641 creato cardinale)
- Mario Theodoli (1º gennaio 1642 - 13 luglio 1643 creato cardinale)
- Prospero Caffarelli (15 settembre 1644 - 2 marzo 1654 creato cardinale)
- Niccolò Acciaiuoli (1º gennaio 1657 - 29 novembre 1669 creato cardinale)
- Carlo Bichi (1º gennaio 1687 - 13 febbraio 1690 creato cardinale)
- Nicola Gaetano Spinola (1º luglio 1712 - 16 dicembre 1715 creato cardinale)
- Giacomo Caracciolo (5 aprile 1717 - 9 gennaio 1718)
- Camillo Cybo (9 gennaio 1718 - 1º gennaio 1723 dimesso)
- Antonio Maria Ruffo (9 marzo 1739 - 9 settembre 1743 creato cardinale)
- Flavio Chigi (9 settembre 1743 - 26 novembre 1753 creato cardinale)
- Giovanni Costanzo Caracciolo (26 novembre 1753 - 24 settembre 1759 creato cardinale)
- Niccolò Serra (24 settembre 1759 - 26 settembre 1766 creato cardinale)
- Francesco d'Elci (26 settembre 1766 - 26 aprile 1773 creato cardinale)
- Marcantonio Marcolini (18 maggio 1773 - 2 maggio 1775 nominato presidente della Legazione di Urbino)
- Gregorio Anton Maria Salviati (2 maggio 1775 - 23 giugno 1777 creato cardinale)
- Giovanni de Gregorio (1º luglio 1778 - 14 febbraio 1785 creato cardinale)
- Giuseppe Albani (1º gennaio 1787 - 23 febbraio 1801 creato cardinale)
- Luigi Gazzoli (23 febbraio 1801 - 11 luglio 1803 creato cardinale)
- Antonio Lante Montefeltro Della Rovere (11 luglio 1803 - 1º gennaio 1807 nominato pro-prefetto dell'Archivio Segreto Vaticano)
- Carlo Andrea Pelagallo (19 novembre 1809 - 28 settembre 1814 dimesso)
- Tiberio Pacca (28 settembre 1814 - 9 marzo 1816 dimesso)
- Antonio Pallotta (9 marzo 1816 - 10 marzo 1823 creato cardinale)
- Giovanni Battista Bussi (10 marzo 1823 - 3 maggio 1824 creato cardinale)
- Giuseppe della Porta Rodiani (8 febbraio 1833 - 6 aprile 1835 pubblicato cardinale)
- Charles Januarius Acton (2 febbraio 1837 - 24 gennaio 1842 pubblicato cardinale)
- Paolo Mangelli Orsi (24 gennaio 1842 - 27 gennaio 1843 creato cardinale)
- Antonio Maria Cagiano de Azevedo (28 gennaio 1843 - 22 gennaio 1844 creato cardinale)
- Francesco Capaccini (20 febbraio 1844 - 21 aprile 1845 pubblicato cardinale)
- Roberto Giovanni F. Roberti (21 aprile 1845 - 30 settembre 1850 creato cardinale)
- Ruggero Luigi Emidio Antici Mattei (31 marzo 1875 - 21 aprile 1883 deceduto)
- Carlo Cristofori (18 aprile - 27 luglio 1885 creato cardinale)
- Luigi Pallotti (31 luglio 1885 - 23 maggio 1887 creato cardinale)
- Marcello Magliocchetti (1977 - 1980 dimesso)
- Ennio Francia (1981 - 1995 dimesso)
- Antonio Petti (1995 - 1998 dimesso)
- Bruno Bertagna (20 novembre 2006 - 12 ottobre 2010 ritirato)
- Giuseppe Sciacca (13 febbraio 2013 - 2020 carica soppressa)

### Commissario generale
- Giulio Monterenzi (1605 - 5 maggio 1640 nominato governatore di Roma)[17]